# Fairlawn (Virgínia)
Fairlawn é uma Região censo-designada localizada no estado norte-americano de Virginia, no Condado de Pulaski.

## Demografia
Segundo o censo norte-americano de 2000, a sua população era de 2211 habitantes.

## Geografia
De acordo com o United States Census Bureau tem uma área de
9,1 km², dos quais 8,3 km² cobertos por terra e 0,8 km² cobertos por água.

## Localidades na vizinhança
O diagrama seguinte representa as localidades num raio de 16 km ao redor de Fairlawn.